# Tartina
Una tartina è uno spuntino costituito da una fetta di pane guarnita con vari ingredienti sopra di essa. Le tartine vengono consumate in tutto il mondo e contengono pietanze sempre diverse fra cui creme, salse, paté, carni, salumi, formaggi e verdure.

## Antecedenti
Fra i precursori delle tartine si possono citare le sottili fette di pane che, durante il Medioevo, venivano usate dai nobili come piatti. Alla fine del pasto, quando queste erano ancora inzuppate di cibo, venivano date ai mendicanti oppure ai servi che le mettevano in pentola assieme a verdure di stagione per ricavarne delle zuppe. Un precursore diretto del sandwich si trova nei Paesi Bassi del XVII secolo, dove il naturalista John Ray osservò che, nelle taverne, alcune persone erano solite tagliare fette di carne che venivano successivamente adagiate su fette di pane imburrate.

## Le tartine in Europa
Il pane guarnito con vari condimenti è tipico di vari paesi del nord Europa dove viene consumato tipicamente a colazione, pranzo, cena o come spuntino. In Scandinavia è diffuso lo smørrebrød, composto da una fetta di pane di segale imburrata con carne, pesce, verdure e formaggio insaporiti con erbe, mentre nei Paesi Bassi e nelle Fiandre vi è l'uitsmijter, consistente in una o più fette di pane condite con uova fritte che possono essere accompagnate da fette di formaggio, roast beef o prosciutto. In Svezia vengono anche preparate le tartine con la skagenröra, una miscela a base di gamberetti.
Le tartine sono anche considerate specialità tipiche di alcune zone dell'est europeo fra cui la Polonia, dove vengono normalmente consumate durante i pasti principali. Sempre in Polonia, così come nella Repubblica Ceca e nella Slovacchia, sono tipiche le obložené chlebíčky, che possono contenere varie combinazioni di burro, uova, formaggio, salumi e verdure.
In Gran Bretagna invece sono conosciuti il welsh rarebit, grigliato e con formaggio Cheshire o cheddar e lo scotch woodcock, un panino aperto con pasta di acciughe e prezzemolo servito storicamente presso i college delle Università di Cambridge e Oxford oltre che nei locali di ristoro della House of Commons fino al 1949.
Fra le tartine diffuse in Italia vi sono invece i crostini, contenenti ingredienti a piacere su una fetta di pane tostato, e le bruschette: spuntini estivi a base di pomodoro, basilico e aglio.